# Sivagalai
Sivagalai es una localidad rural del distrito de Tuticorin, en Tamil Nadu, India.

Antes de la separación de Tuticorin de Tirunelveli, Sivagalai estaba bajo el control del distrito de Tirunelveli. Está rodeado de pequeñas aldeas, como Nainarpuram, Paramboo, Pottal, Parakiramapandi, Monkottapuran y Aavarangadu. La capital del distrito, Tuticorin, dista 30 km, y Srivaikundam y Eral están a 10 y 6 km, respectivamente. Fue gobernado por los nankudi vellalar hasta el correcto establecimiento de la Ley de Prohibición de Tierras de 1953 (Land Prohibition Act 1953). Había 18 localidades rurales que quedaron bajo el control de los irungovel de Sivagalai.

## Historia
Los británicos llamaron en su día a Sivagalai la "Pequeña Ceilán", ya que era un reino próspero bajo el dominio de los Nankudi Vellalar, y estaba rodeado de muchos lagos. Los nankudi vellalar afirman ser los descendientes del 201º rey pandya, "Potriyadiya Irungovel Pandya Thevar". 
Se ha publicado en enero de 2025 una datación de muestras de urnas funerarias encontradas en Sivagalai donde se han encontrado restos de hierro. Las pruebas realizadas los han datado entre 3345 y 3259 a. C. lo que indica que la Edad del Hierro, comenzaría en la zona de Tamil Nadu hace unos 5300 años. De lo conocido hasta ahora, se creía que los hititas fueron los primeros en trabajar el hierro, alrededor de 1380 a. C.

## Demografía
Según el censo de 2011, la población de 1139 casas es de 4087 habitantes, de los que 2096 son mujeres y 1991 hombres. La alfabetización es del 86.53%, y la lista de castas es de 978 y la de tribus, de 2. La mayoría de la población profesa el hinduismo, mientras que los cristianos y los musulmanes constituyen una minoría. Sivagalai tiene una iglesia, la de la Santísima Trinidad, que está rodeada de numerosos templos. 
La economía de Sivagalai, a orillas del río Tamraparani depende principalmente de la agricultura. La mayoría de los hombres de este pueblo son terratenientes y agricultores.

## Educación
La localidad tiene una escuela secundaria superior, una escuela secundaria y cuatro escuelas primarias.